# Le Crotoy
Le Crotoy là một xã ở tỉnh Somme, vùng Hauts-de-France, Pháp. Dân địa phương danh xưng tiếng Pháp là Crotellois

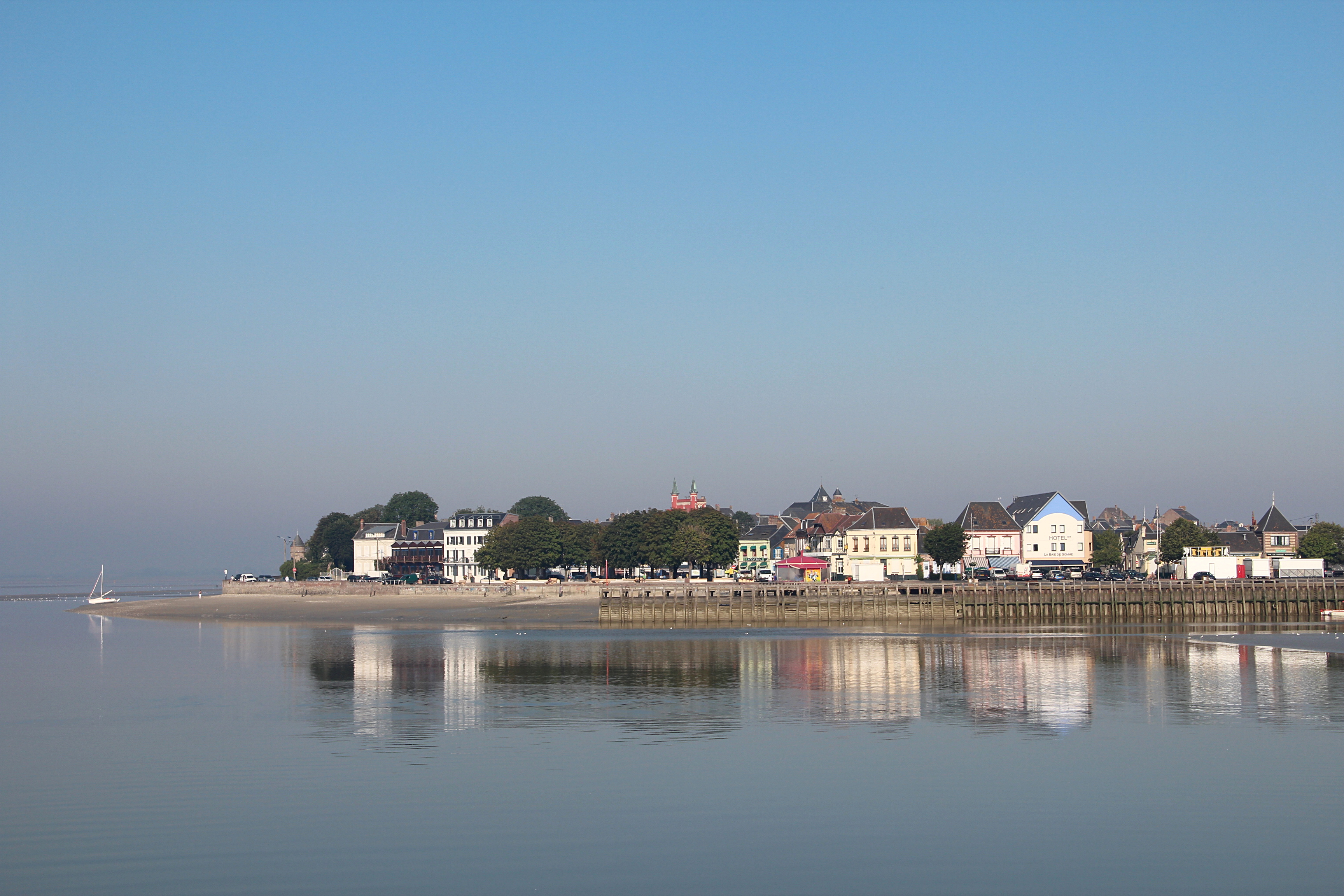

## Địa lý
Le Crotoy is Xã này tọa lạc trên giao lộ giữa đường D143 và đường D71, bên cửa sông Somme, khoảng 10 dặm Anh về phía tây bắc của Abbeville. 

Ngày nay, đây là một xã nghỉ mát ven biển.

## Dân số
| 1962                                                         | 1968 | 1975 | 1982 | 1990 | 1999 |
| ------------------------------------------------------------ | ---- | ---- | ---- | ---- | ---- |
| 2343                                                         | 2412 | 2429 | 2347 | 2440 | 2439 |
| Số liệu điều tra dân số từ năm 1962, dân số không tính trùng |      |      |      |      |      |